# Li Lan
Li Lan (chiń. 李蘭; pinyin Lǐ Lán; ur. 12 lipca 1961) – chińska piłkarka ręczna, medalistka olimpijska.
Uczestniczka Letnich Igrzysk Olimpijskich 1984, podczas których reprezentacja Chin zdobyła brązowy medal. Wystąpiła we wszystkich pięciu spotkaniach tego turnieju (w tym przeciwko Stanom Zjednoczonym, RFN, Korei Południowej, Austrii i Jugosławii), strzelając dziewięć bramek.
Wzięła udział w mistrzostwach świata w 1986 roku, podczas których Chiny zajęły dziewiąte miejsce. Li strzeliła w tym turnieju pięć bramek.